# Eriocaulon nigriceps
Eriocaulon nigriceps là một loài thực vật có hoa trong họ Eriocaulaceae. Loài này được Merr. mô tả khoa học đầu tiên năm 1915.